# Юрточная гора

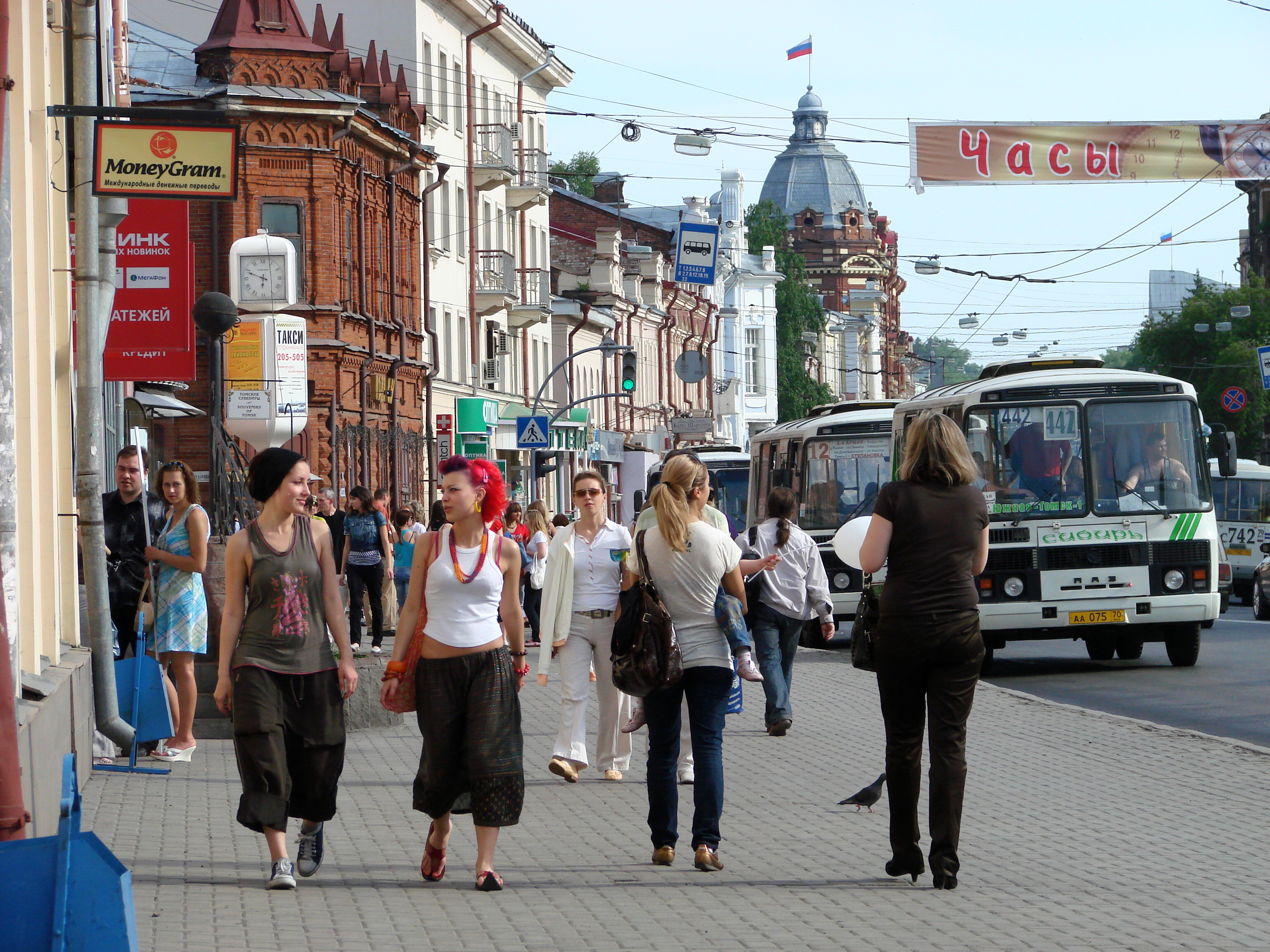
Юрточная гора. Угол проспекта Ленина и переулка Плеханова.

Юрточная гора — местность в Томске, представляющая собой невысокий холм с пологими склонами, который издавна, ещё до основания Томска, был заселён татарами и другими  коренными народами Сибири.

## История
Юрташная гора… получила название от слова юрта, а юртами здесь называются деревни, населенные татарами, например Тохтамышинские юрты…— Томские губернские ведомости. 1860, № 52

Татары здесь «бугрились» (над могилами насыпали бугор — курган) — Там же
По границам горы на юге проходят современные улицы Герцена и Карташова, на западе — Источная улица, на востоке — Красноармейская (в своей средней части) и Тверская улицы, с севера гора была ограничена рекой Ушайкой, т.о. Юрточная гора находилась на возвышенном месте, напротив, через реку Ушайку, от древнего томского центра города — острога на Воскресенской горе.
С середины XVII века на Юрточной горе располагались томские православные монастыри — женский Христорождественский и мужской Богородице-Алексеевский.
Обилие ключей и то обстоятельство, что эта местность не заливалась рекой Томью в половодье, делали этот район привлекательным для застройки. По преданию первый гражданский дом был построен на месте современного здания почтамта (проспект Ленина, дом N°93).

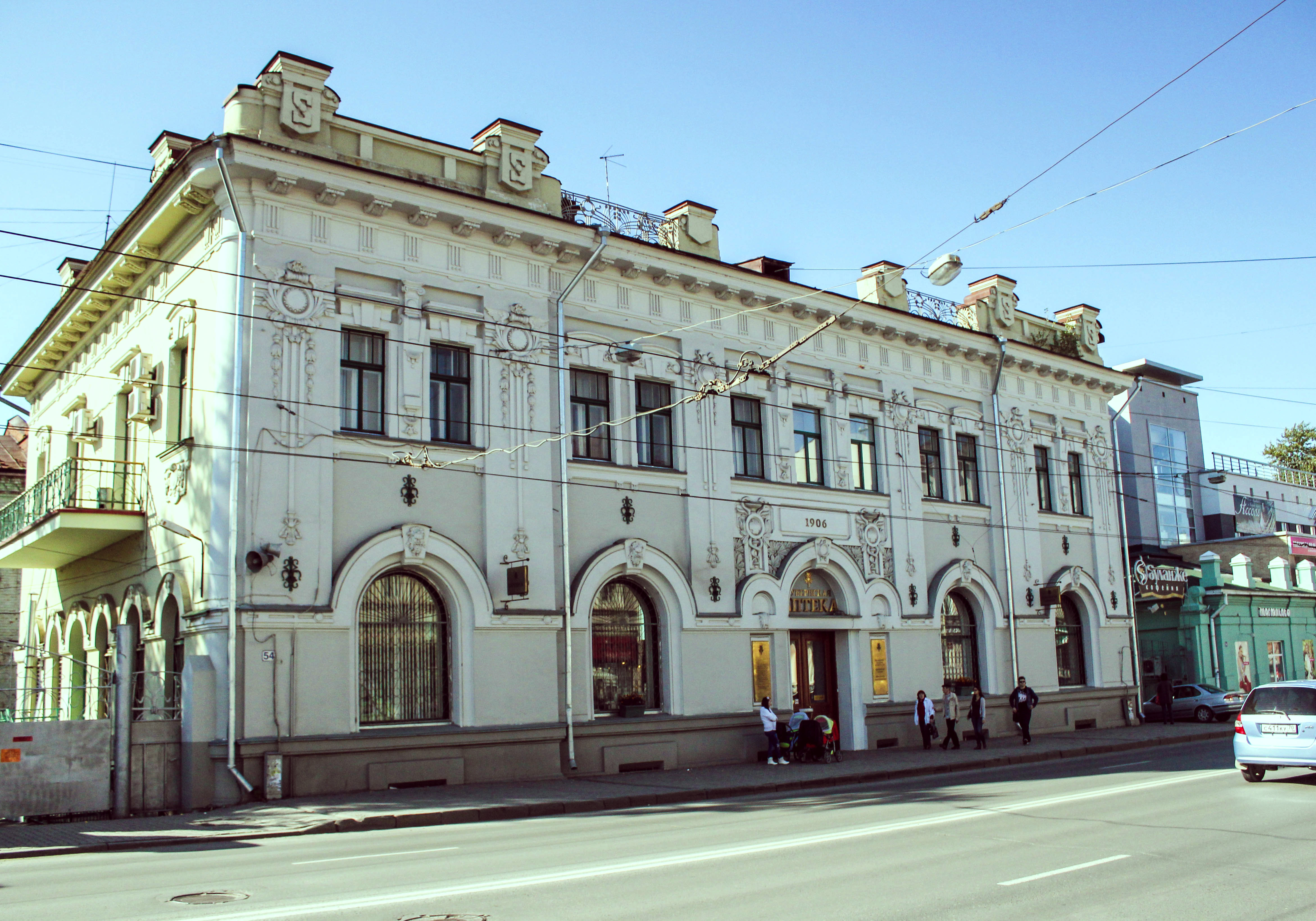
Аптекарский дом «Штоль и Шмидт».

Постепенно на Юрточную гору стал смещаться центр деловой, административной и культурной активности Томска: в 1830—1840 годы здесь появилась почтово-телеграфная контора, построили свои особняки томские миллионеры И. Д. Асташев и Ф. А. Горохов, после был заложен, а затем и возведён главный томский собор — Троицкий, построены здания губернского правления, дома губернатора, управления железной дороги, губернской мужской гимназии, в своих торговых домах здесь вели торговлю Кухтерины, Гадаловы, Штоль и Шмидт, был устроен городской сад, театр Королева, бани Громова, некогда считавшиеся лучшими в городе (см.: Переулок Плеханова). С этого района в Томске началось мощение улиц, электрическое освещение.

## Новая история

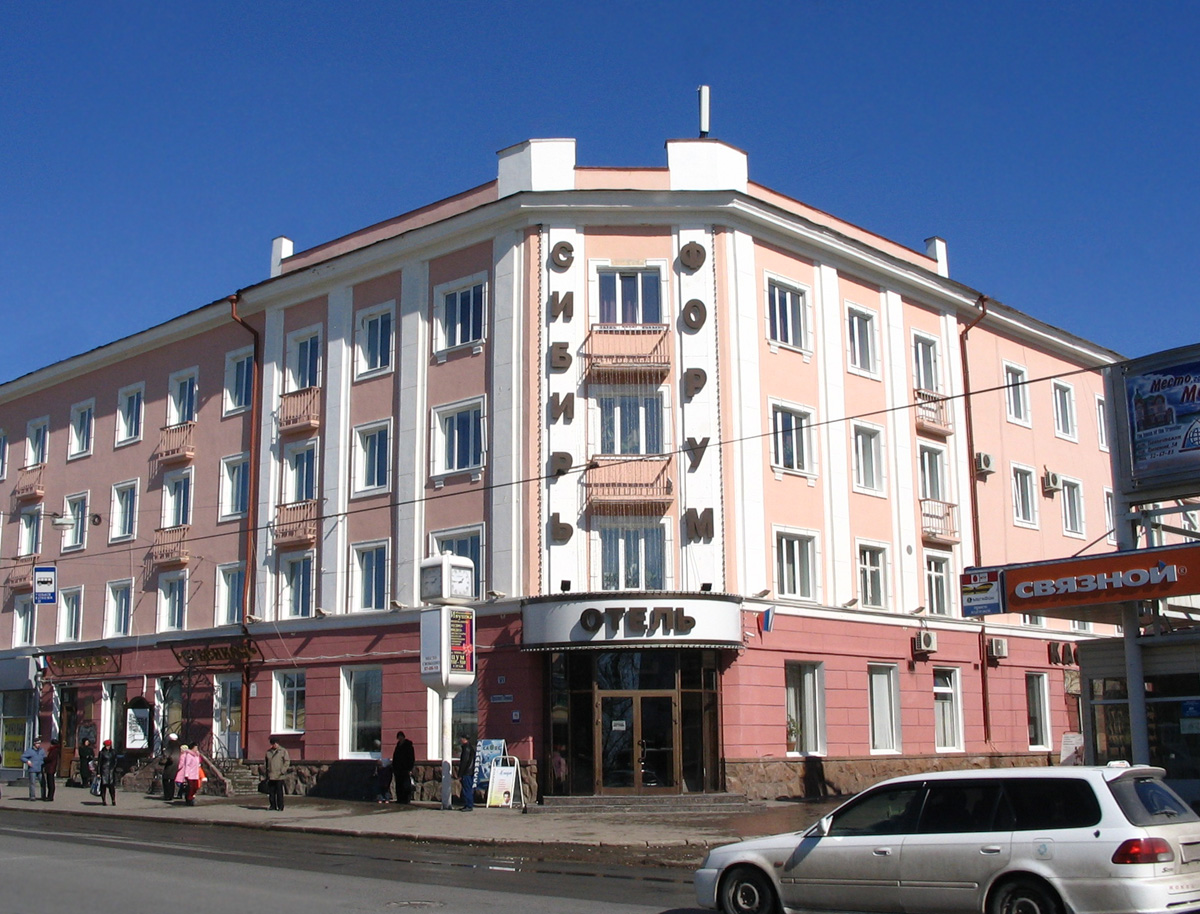
Гостиница «Сибирь».

При советской власти роль центра томской жизни за этой местностью сохранилась. Некоторые прежние учреждения были реорганизованы. В губернском правлении открылся Сибирский физико-технический институт, в доме генерал-губернатора — Дом учёных, в особняке Асташева — краеведческий музей, губернская гимназия преобразована в среднюю школу, с 1920 по 1999 год в этом здании поочерёдно размещались военные учебные заведения: командные курсы, Томское артиллерийское училище и Томское высшее военное командное училище связи.
Троицкий собор был снесен, монастырь и церкви закрыты.
Вместе с тем появились новые здания — гостиница «Сибирь», общежития Томского университета, были построены первые в Томске пятиэтажный (улица Никитина, дом N°4) и панельный (ныне —  «Пассаж») дома. Здание управления железной дороги было надстроено на один этаж и более чем вдвое увеличено в ширину — в нём открылся Томский институт радиоэлектронники и электронной техники (ныне — Томский университет систем управления и радиоэлектроники).
За городским садом был сооружён спортивный комплекс со стадионом «Труд».
В мае 1949 года по Советской улице на Юрточной горе прошла первая в Томске трамвайная линия.

## Современность
Возобновлена деятельность закрытого советской властью мужского Богородице-Алексеевского монастыря, на территории которого воссоздана часовня над захоронением Фёдора Кузьмича.
Реконструирована Ново-Соборная площадь (название возвращено в 1997 году) — в 1992 году демонтированы трибуны с памятником В. И. Ленину вдоль проспекта Ленина.
Здание военного училища, после его упразднения, заняли офисы ООО «Газпром трансгаз Томск».
Установлена памятная стела жертвам сталинизма (в сквере на проспекте Ленина, у дома № 44).

## Археологические исследования
- При раскопках в юго-западной части Юрточной горы обнаружены скопления фрагментов древних керамических изделий на участке площадью около 80 квадратных метров, являющиеся,  по мнению археологов, остатками татарского поселения XIV—XVII веков. Объект получил название «Поселение Юрточная гора». С 2013 года за ним ведётся археологическое наблюдение. В августе 2016 года, в связи с необходимостью перекладки кабеля «Ростелекома» при реконструкции подпорной стенки по проспекту Ленина у томского почтамта, частично затрагивающей территорию поселения,  появилась необходимость согласования этих работ с археологами и компетентными органами власти[2], в результате которого 19 сентября 2016 года выпущен Приказ Комитета по охране объектов культурного наследия Администрации Томской области официально закрепивший за территорией охраняемый статус объекта археологического наследия[3].